# Bohdan Benedik
Bohdan Benedik dr. (Kassa, 1954. július 4. – 2006. október 16.) szlovák nemzetközi labdarúgó-játékvezető.

## Pályafutása

### Nemzeti játékvezetés
1990-ben lett I. Ligás játékvezető. Az aktív nemzeti játékvezetéstől 2002-ben vonult vissza.

### Nemzetközi játékvezetés
A Szlovák labdarúgó-szövetség Játékvezető Bizottsága (JB) terjesztette fel nemzetközi játékvezetőnek, a Nemzetközi Labdarúgó-szövetség (FIFA) 1993-tól tartotta nyilván bírói keretében. Több nemzetek közötti válogatott és klubmérkőzést vezetett, vagy működő társának partbíróként, illetve 4. bíróként segített. FIFA JB besorolás szerint első kategóriás bíró. A szlovák nemzetközi játékvezetők rangsorában, a világbajnokság-Európa-bajnokság sorrendjében többedmagával a 7. helyet foglalja el 1 találkozó szolgálatával. Az aktív nemzetközi játékvezetéstől 1998-ban a búcsúzott. Válogatott mérkőzéseinek száma: 4.

#### Labdarúgó-Európa-bajnokság
Az európai-labdarúgó torna döntőjéhez vezető úton Belgiumba és Hollandiába a XI., a 2000-es labdarúgó-Európa-bajnokságra az UEFA JB játékvezetőként foglalkoztatta.

##### 2000-es labdarúgó-Európa-bajnokság

###### Selejtező mérkőzés
| Időpont           | Helyszín                  | Mérkőzés típusa           | Mérkőzés           | Eredmény | Nézők száma |
| ----------------- | ------------------------- | ------------------------- | ------------------ | -------- | ----------- |
| 1998. október 10. | Nemzeti Stadion, Ta’ Qali | előselejtező (8. csoport) | Málta–Horvátország | 1 : 4    | 5 170       |

#### A magyar labdarúgó-válogatott mérkőzései (1902–1929)
| Időpont           | Helyszín                   | Mérkőzés típusa          | Mérkőzés                  | Eredmény | Nézők száma |
| ----------------- | -------------------------- | ------------------------ | ------------------------- | -------- | ----------- |
| 1996. április 10. | Gradski Vrt Stadion, Eszék | 701. válogatott mérkőzés | Horvátország–Magyarország | 4 : 1    | 15 000      |